# Johannes Prästen

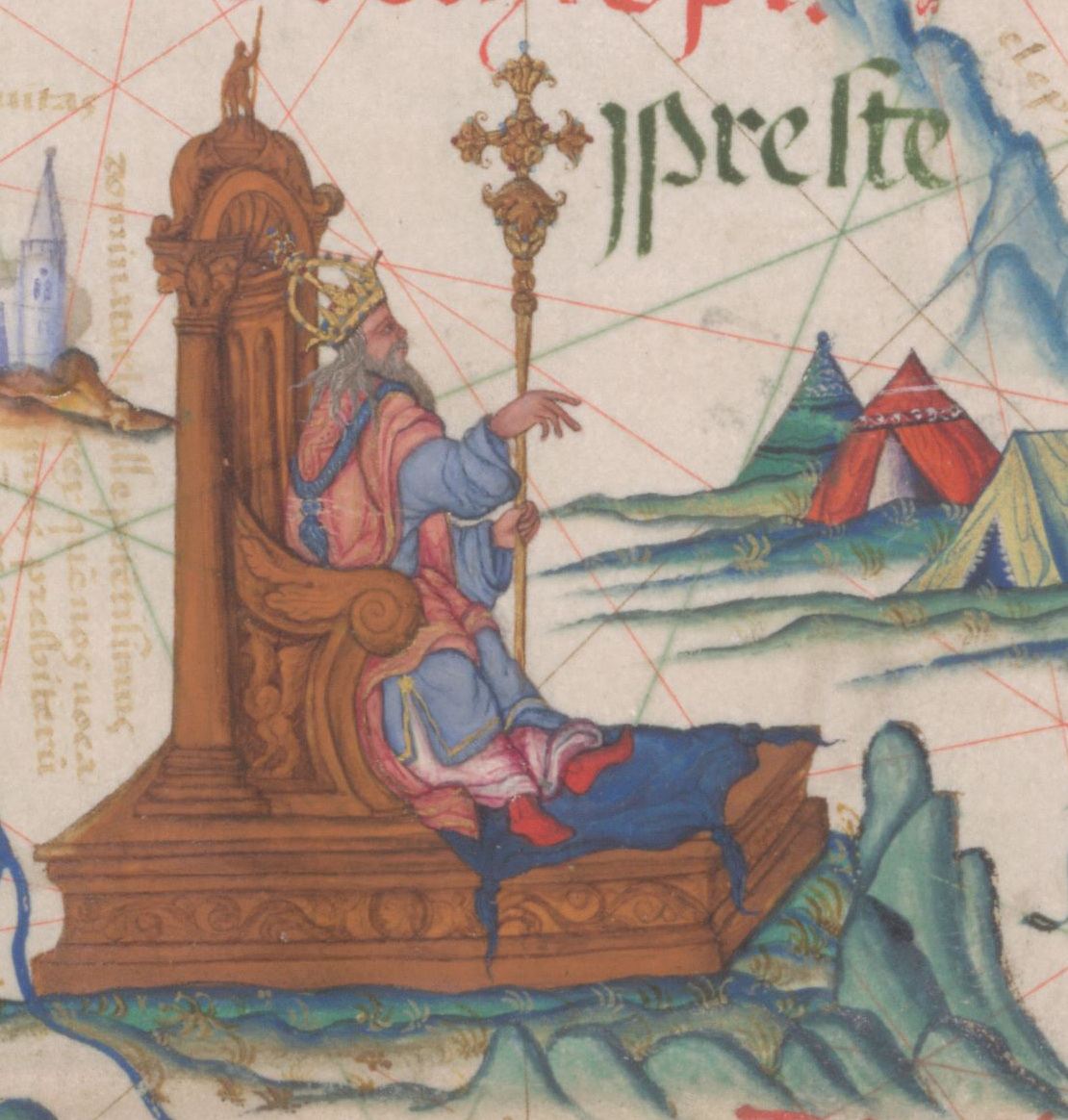
Johannes Prästen

Johannes Prästen (Johannes Presbytern) är en apokryfisk personlighet, som omtalas i åtskilliga medeltidskrönikor, bland annat i ett av de så kallade Papiasfragmenten, där han nämns som kyrkoledare i Efesos. Av somliga har han identifierats som aposteln Johannes, av andra som dennes lärjunge och författare till Johannes evangelium och brev.
Enligt sägnen var han en kristen kung, som levde på 1100-talet och vars rike förlades än till Östasien, än till Indien (han kallas Indorum rex, "indiernas konung"), än till östra Afrika eller Abessinien. Slutligen blev den åsikten allmän, att Abessinien varit hans rike, och under 1600-talet benämndes detta land Regnum presbyteri Johannis ("Johannes Prästens rike").
Sagan gav under medeltiden anledning till många färder i syfte att upptäcka Johannes rike. Sannolikt är Johannes Prästen en påhittad figur och de brev från honom, vilka anförs av krönikeskrivare, förfalskade. Orientalisten Gustav Salomon Oppert har, liksom tidigare geografen d'Avezac, sökt visa, att sagan har sin källa i berättelserna om kur-khan (folk-khan) av Karakitai. Karakitaierna, på 1100-talet fördrivna från Kina och sedan bosatta i Buchara, var sannolikt nestorianska kristna, och titeln på deras regent, kur-khan, förväxlade man, enligt Oppert, med det syriska Juchan (Johan). Sannolikt har judisk-eskatologiska föreställningar medverkat vid sagans uppkomst.